# Chrosiothes litus
Chrosiothes litus là một loài nhện trong họ Theridiidae.
Loài này thuộc chi Chrosiothes. Chrosiothes litus được Herbert Walter Levi miêu tả năm 1964.

## Hình ảnh